# Jean-Jacques Gosso
Jean-Jacques Gosso (Abiyán, Costa de Marfil, 15 de marzo de 1983) es un exfutbolista marfileño.

## Selección nacional
Ha sido internacional con la Selección de fútbol de Costa de Marfil, ha jugado 21 partidos internacionales y no ha anotado goles. Pero participó con la selección adulta de su país, en la Copa Mundial de Fútbol 2010 en Sudáfrica y en 2 Copas Africanas de Naciones. También participó con la selección sub-20 de su país, en la Copa Mundial de Fútbol Juvenil de 2003 en los Emiratos Árabes Unidos.
En 2024 asistió al Seleccionador nacional Emerse Fae en la preparación de los partidos de la Copa de África.

### Participaciones en Copas del Mundo
| Mundial                        | Sede      | Resultado    |
| ------------------------------ | --------- | ------------ |
| Copa Mundial de Fútbol de 2010 | Sudáfrica | Primera fase |

## Clubes
| Club                | País                | Año         | Partidos | Goles | Media |
| ------------------- | ------------------- | ----------- | -------- | ----- | ----- |
| Stella Club         | Costa de Marfil     | 2000 - 2002 | 24       | 1     | 0.04  |
| Wydad de Casablanca | Marruecos           | 2003 - 2007 | 33       | 2     | 0.06  |
| FC Ashdod           | Israel              | 2008        | 44       | 2     | 0.05  |
| AS Mónaco           | Francia             | 2008 - 2011 | 61       | 1     | 0.02  |
| Orduspor            | Turquía             | 2011 - 2012 | 23       | 0     | 0     |
| Mersin İdmanyurdu   | Turquía             | 2012 - 2013 | 6        | 0     | 0     |
| Gençlerbirliği SK   | Turquía             | 2013 - 2015 | 57       | 1     | 0.02  |
| Göztepe SK          | Turquía             | 2015 - 2017 | 65       | 1     | 0.02  |
| Total en su carrera | Total en su carrera | 2000 - 2017 | 313      | 8     | 0.03  |